# كراوتهايم
كرواتهايم (ياغست) (بالألمانية: Krautheim) هي مدينة وبلدة ألمانية تقع في ألمانيا في بادن-فورتمبيرغ.

## أعلام
- أوتو بيك